# Водяное (Каменско-Днепровский район)
Водя́ное (укр. Во́дяне) — село,
Водянский сельский совет,
Васильевский район,
Запорожская область,
Украина.
Код КОАТУУ — 2322482401. Население по переписи 2001 года составляло 5921 человек.
Является административным центром Водянского сельского совета, в который не входят другие населённые пункты.

## Географическое положение
Село Водяное находится на левом берегу Каховского водохранилища (Днепр),
выше по течению на расстоянии в 2 км расположено село Мичурина,
ниже по течению примыкает город Каменка-Днепровская.
На противоположной стороне Каховского водохранилища находится город Никополь. Через село проходит автомобильная дорога Т-0805.
Недалеко Запорожская АЭС.

## История
В окрестностях села Водяное обнаружены остатки трех поселений и около десяти курганов эпохи бронзы (III—II тысячелетия до н. э.) и скифов (IV ст. до н. э.), поселение скифо-сарматского времени (III в. до н. э.), а также курганы и каменные скульптуры кочевых племен X—XII вв. н. э.
Дата основания села 1780 год.
Население занималось индивидуальным выращиванием различных овощных культур, самые распространенные: помидор, огурец, редис. Изначально теплицы (балганы) прятали на задний двор, потому что в Советское время эта деятельность была незаконной, сейчас это просто дань традициям.
После административно-территориальной реформы населённый пункт вошел в состав Васильевского района.
3 марта 2022 года в ходе российского вторжения в село Водяное вошли войска ВС РФ.
25 мая по области была введена бивалютная зона. В магазинах стали принимать рубли (помимо гривны), открылись первые российские банки.
23-27 октября был проведён референдум о присоединении региона к Российской Федерации, по результатам которого Запорожская область вошла в состав Российской Федерации.
31 декабря гривна была полностью выведена из оборота.

## Экономика
- Основа экономики села — индивидуальные тепличные хозяйства.

## Объекты социальной сферы
- Школа № 1 им Ф.Окатенко.
- Школа № 2.
- Детский сад.
- Клуб.
- Стадион.
- 2 фельдшерско-акушерских пункта.

## Достопримечательности
- Братская могила 1130 бойцов 266-й дивизии 32-го стрелкового корпуса 4-го Украинского фронта.
- В селе установлен бюст Фёдора Окатенко — Героя Советского Союза, участника десанта Ольшанского, уроженца села.

## Известные люди
- Билык, Иван Игнатьевич (1917—1969) — участник Великой Отечественной войны 1941—1945 гг., полный кавалер ордена Славы.
- Окатенко, Фёдор Алексеевич (1921—1944) — Герой Советского Союза, участник «десанта Ольшанского»
- Разнатовский, Иван Митрофанович (1912—1988) — правовед, доктор юридических наук.
- Савченко, Иван Михайлович (1919—1984) — инженер-кораблестроитель, один из крупнейших в СССР специалистов по конструированию атомных подводных лодок[2].